# День художника
Де́нь худо́жника — професійне свято України. Відзначається щорічно у другу неділю жовтня.

## Історія свята
Свято встановлено в Україні «…ураховуючи роль художників України в розвитку українського образотворчого мистецтва, відродженні національних традицій у художній творчості та на підтримку ініціативи Спілки художників України…» згідно з Указом Президента України «Про День художника» від 9 жовтня 1998 року № 1132/98.
В цей день говорять про роль образотворчого мистецтва в культурному розвитку людства, оцінюють твори митців.[]

## Привітання
Приклад привітання з Днем художника:
З Днем художника всіх привітаємо,

За талант віддамо данину

І натхнення в житті побажаємо

За уміння ввести в давнину,

За уміння цінити прекрасне,

За спроможність побачити світ

І за те, що ніколи не згасне

Промінь хисту. Ми шлемо свій привіт

Тим, хто всі почуття найщиріші

На полотні передати змогли.

Їх творіння для нас — найцінніші.

Їх сьогодні вітаємо ми!